# Batracomorphus natalensis
Batracomorphus natalensis är en insektsart som beskrevs av Quartau 1981. Batracomorphus natalensis ingår i släktet Batracomorphus och familjen dvärgstritar. Inga underarter finns listade i Catalogue of Life.